# Phare de Cullera
Le phare de Cullera est un phare situé sur Cabo de Cullera entre Dénia et le port de Valence, dans la ville de Cullera, province de Valence (Communauté valencienne) en Espagne.
Il est géré par l'autorité portuaire de Valence.

## Histoire
Le phare a été mis en service le 1er août 1858. La station de signalisation est formée d'un bâtiment circulaire surmonté d'une tour conique avec des constructions attenantes. L'ensemble du bâtiment est peint en blanc.
Le premier feu a été alimenté à l'huile d'olive. En 1880, la lampe a été alimentée à la paraffine et en 1901 au pétrole. En 1919, la lampe a été remplacée par un système à incandescence alimenté par de la vapeur de pétrole sous pression. La même année, un ensemble de déflecteurs a été installé pour augmenter la portée lumineuse d'un nouveau feu à occultations. Le 5 octobre 1931 l'électrification du phare est faite pour employer des lampes électriques.
Pendant la guerre civile espagnole, le Comité de Défense Aérienne ordonne l'extinction du phare afin de ne pas à fournir des informations aux débarquements ou aux bombardements. Mais on y installe un service d'observation côtière
Faro dans l'observation du service et un central téléphonique d'alerte.
Entre 1954 et 1960 le signal du phare a été converti en un aéro-maritime et sa caractéristique est devenue trois clignotements toutes les 20 secondes réalisés par une nouvelle lampe et un mécanisme de rotation.
Identifiant : ARLHS : SPA013 ; ES-25650 - Amirauté : E0198 - NGA : 5360 .
|                          |
| Phare de Cabo de Cullera |

|                  |
| Le phare en 1950 |

### Lien connexe
- Liste des phares en Espagne